# 波基普西镇
波基普西镇（英語：Poughkeepsie）是位于美国纽约州达奇斯县的一个镇，地处达奇斯县西部。2010年美国人口普查时，该镇有43341人。波基普西镇建于1788年，1854年西边部分区域划分为波基普西市。镇上坐落着一个大型的IBM基地。